# Swing Life Away
Swing Life Away — другий сингл американського панк-гурту Rise Against, що вийшов 2005 року, але записаний ще 2003 року. Пісня входить до альбому Siren Song of the Counter Culture (2004). Спочатку її написали Тім Макілрот і Ніл Геннессі, пісня відрізняється від більшості пісень Rise Against, за всі роки їх існування, тому що вона вийшла і записувалась акустично. Звичайно ця пісня є «найбільш спокійною» серед усієї дискографії гурту. Текст є дуже оптимістичним і у пісні висвітлюється задоволеність від звичайного, не ідеального життя.
Пісня вийшла як сингл в 2005 році, який досяг 12 позиції в чарті Billboard Modern Rock. Перша версія була опублікована в 2003 році на Punk Goes Acoustic з тривалістю 2:26. 2005 року вийшла друга версія пісні, що супроводжувалася гітарною грою, тривалістю — 3:20.
| Чарт (2005)                      | Зайнята позиція |
| -------------------------------- | --------------- |
| U.S. Billboard Alternative Songs | 12              |
| U.S. Billboard Pop 100           | 95              |
| U.S. Billboard Hot 100           | 117             |